# Dimitrij Ustinov
Dimitrij Feodorovich Ustinov, född 30 oktober 1908 i Samara, Kejsardömet Ryssland, död 20 december 1984 i Moskva, Sovjetunionen, var en sovjetisk politiker och förste vice regeringschef 1963-65.

## Biografi
Ustinov anslöt sig till kommunistpartiet 1927. År 1929 började han utbildning vid fakulteten för mekanik i Polytechnic Institute of Ivanovo-Voznesensk. Därefter fortsatte han studera vid Moskva Bauman Higher Technical School. I mars 1932 började han på Institutet för militära maskinteknik i Leningrad där han tog examen 1934. Därefter arbetade han som byggnadsingenjör på Leningrads Marine artillery Research Institute. År 1937 överfördes han till "Bolsjevikiska" vapenfabrik som ingenjör och blev senare chef för fabriken.
Vid tiden för den nazistiska invasionen av Sovjetunionen i juni 1941 utsåg Stalin den 32-årige Ustinov till posten som folkkommissarie för krigsmateriel. Från denna position, övervakade han den massiva evakueringen av försvarsindustrin från det belägrade staden Leningrad till öster om Uralbergen.
År 1952 blev Ustinov medlem av centralkommittén. I mars 1953 efter Stalins död kombinerades ministeriet för krigsmateriel med ministeriet för flygindustrin till att bli departementet för försvarsindustri, med Ustinov som chef. År 1957 utsågs han som ställföreträdande premiärminister i Sovjetunionen och blev ordförande i militärindustriella kommissionen.
År 1965 gjorde Brezjnev Ustinov till kandidatmedlem i politbyrån och sekreterare i centralkommittén med kontroll över militären, försvarsindustrin, och vissa säkerhetsorgan. Han placerades också som ansvarig för att utveckla Sovjetunionens strategiska bombplanflyg och interkontinentala ballistiska missiler.
Efter Andrei Grechkos död 1976 blev Ustinov försvarsminister och befordrades till armégeneral. Några dagar senare befordrades till marskalk av Sovjetunionen, den högsta militära rangen i Sovjetunionen, trots att han saknade tidigare militär karriär.

## Eftermäle
Den 7 november 1984 presiderade inte Ustinov på den årliga militärparaden på Röda torget på årsdagen av den socialistiska Oktoberrevolutionen. Förste vice försvarsminister marskalk Sergej Sokolov ersatte honom både till att inspektera trupperna och hålla minnestal. Ustinov hade fått lunginflammation i slutet av oktober och akut operation måste utföras för att korrigera ett aneurysm i hans aortaklaffar. Hans lever och njurar försämrades senare och han avled till slut i ett hjärtstillestånd. Han hedrades med en statsbegravning, och hans aska är begravd i Kremlmuren i Moskva.
Ustinov lade stor vikt vid det militära under många decennier. Till exempel, lyckades han alltid hålla Sovjetunionen interkontinentala ballistiska missiler, ICBM:s, uppgraderade. Han skrev också flera böcker under sitt liv, som t. ex. Valda tal och artiklar (1979) och Att tjäna mitt land - orsaken till kommunismen (1982).
Ustinov visas kort i Tom Clancys 1984 roman Jakten på Röd Oktober i sin egenskap av försvarsminister; hans död nämns av titelspionen överste Filitov i Kardinalen i Kreml.
Ustinov är också karaktären av The Manhattan projekt, en serietidning av Jonathan Hickman och Nick Pitarra. Han avbildas där som en okroppslig hjärna monterad på en robotkropp.